# ソラ (MAMAMOO)
ソラ（朝鮮語: 솔라、英語: Solar、1991年2月21日 - ）は韓国の女性歌手、女優、YouTuber、女性アイドルグループMAMAMOOの最年長メンバー及びリーダー。ソウル特別市出身。本名はキム・ヨンソン（朝鮮語: 김용선）。
2020年にシングルアルバム『SPIT IT OUT』でソロデビュー。2022年8月にメンバーのムンビョルと結成した、MAMAMOO+（ママムプラス）でユニットデビュー。

## 来歴
幼い頃から夢であった客室乗務員に関連した大学へ通いながら、オーディションを50回ほど受け続け、最後の挑戦として受けたRBWのオーディションに当時21歳で合格した。

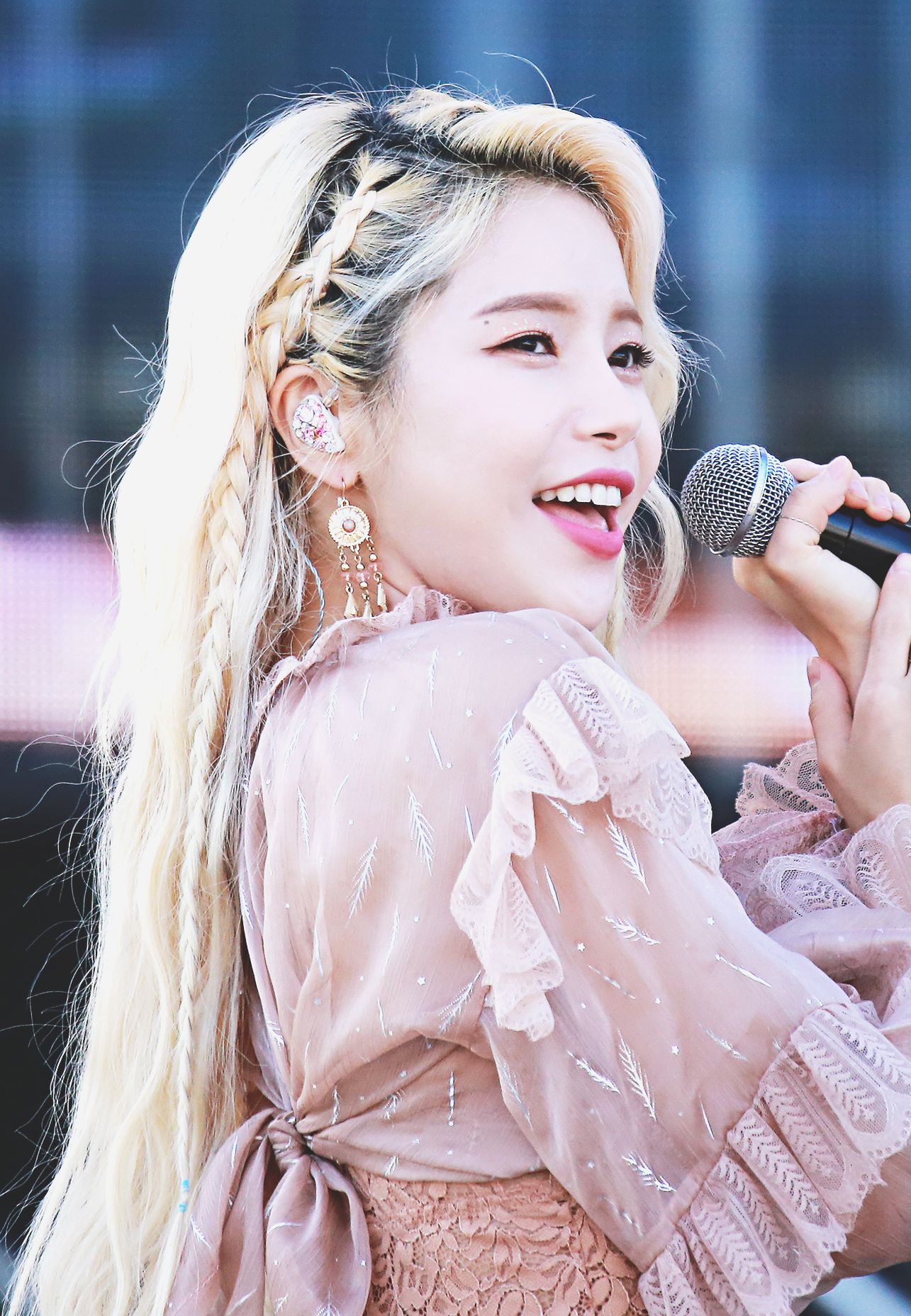
2018年

2014年6月18日、1stミニアルバム『Hello』でMAMAMOOのボーカルとしてデビュー。
2015年、過去の名曲を自身の感性でリメイクをする「ソラ感性」プロジェクトを、『바보처럼 살았군요（馬鹿のように生きていましたね）』を皮切りに開始。LP盤のリリースや、プロジェクトを引っ提げたコンサート「ソラ感性コンサート Blossom」が行われた。
2018年、埼玉スーパーアリーナで開催された2018MAMA FAN'S CHOICE in JAPANにてポールダンスを披露。高度な技で観客のみならずその場にいた他のアーティストも驚きの表情を見せた。
2019年2月18日、自身のYouTubeチャンネル「Solarsido」を開設。開設9か月目で登録者数が100万人を突破した。
2020年4月23日、シングルアルバム『SPIT IT OUT』でソロデビュー。売上枚数は当時の歴代女性ソロ初動売り上げランキング4位である7万3126枚を記録した。
2022年3月16日、ミニアルバム『容 : FACE』をリリース。前作から約2年ぶりとなったソロリリースで、ラップに初挑戦した。
同年8月30日、ムンビョルと共にMAMAMOO+として『Better』でユニットデビュー。

## 人物
身長は160.5cm。血液型はB型。MBTIはINTJ。宗教は仏教を信仰している。本貫は光山金氏。
大型トレーラーの免許を取得している。その他にもレクリエーション指導者1級、ファンリーダーシップ資格、笑い治療者の資格を保有。
芸名は当初音楽的な名前を付けたくて「ドレミ」という名前を考えていたが、高音を担当することと、「太陽」という意味の「solar」に通じることから「ソラ」とした。

## 作品

### シングルアルバム
| No. | タイトル                      | 収録曲                                              |
| --- | ----------------------------- | --------------------------------------------------- |
| 1st | SPIT IT OUT （2020年4月23日） | 1. 뱉어 (SPIT IT OUT) 2. 뱉어 (SPIT IT OUT) (Inst.) |
| 2nd | WANT （2025年4月2日）         | 1. WANT                                             |

### ミニアルバム
| No. | タイトル                   | 収録曲                                                                              |
| --- | -------------------------- | ----------------------------------------------------------------------------------- |
| 1st | 容：FACE （2022年3月16日） | 1. RAW 2. 꿀 (HONEY) 3. 찹찹 (chap chap) 4. Big Booty 5. 징글징글 (zinggle zinggle) |
| 2nd | COLOURS （2024年4月30日）  | 1. Colors 2. But I 3. （Empty） 4. Honey Honey 5. Easy Peasy 6. Blues               |

## 公演

### 単独公演
| 年   | 開催日         | 公演名                            | 開催地域              | 会場                              |
| ---- | -------------- | --------------------------------- | --------------------- | --------------------------------- |
| 2018 | 4月27日 - 29日 | ソラ感性コンサート「Blossom」     | 大韓民国 ソウル特別市 | 梨花女子大学校 サムソンホール     |
| 2018 | 6月16日 - 17日 | ソラ感性コンサート「Blossom」釜山 | 大韓民国 釜山広域市   | ソヒャンシアター 新韓カードホール |

### ミュージカル
- マタ・ハリ - マタハリ役（2022年5月28日 - 2022年8月15日）

## 受賞

### 音楽番組首位
| 年   | 放送日  | 楽曲               | 放送局 | 番組     | 参考   |
| ---- | ------- | ------------------ | ------ | -------- | ------ |
| 2020 | 4月28日 | 뱉어 (SPIT IT OUT) | SBS M  | THE SHOW | [ 18 ] |

### 授賞式
| 年   | 開催日   | 授賞式           | 部門                                            | 参考   |
| ---- | -------- | ---------------- | ----------------------------------------------- | ------ |
| 2016 | 12月29日 | MBC 放送芸能大賞 | ベストカップル賞                                | [ 19 ] |
| 2021 | 12月25日 | KBS 芸能大賞     | ショー・バラエティ部門 ベストエンターテイナー賞 | [ 20 ] |